# Болгаро-османские войны
Болгаро-османские войны велись между распадающимся государством Болгарии и турками-османами во второй половине XIV века и начале XV века. Войны закончились исчезновением некогда могущественного Болгарского царства в 1422 году. Только через пяти веков господства Османской империи в 1878 году болгары смогли восстановить свою государственность. В результате войны Османская империя значительно расширила свою территорию на Балканском полуострове, раскинувшуюся от Дуная до Эгейского моря. В Болгарии этот период обычно описывается как борьба болгарского народа против вторжения Османской империи.

## Ситуация на Балканах перед вторжением османов
В XIII веке в двух наиболее мощных балканских государствах — Византии и Болгарии начался процесс децентрализации, который заключался в том, что местные феодалы становились все более и более независимыми от императора в Константинополе и царя в Тырново. Это значительно ослабляло военную и экономическую мощь этих государств. Эти процессы ещё более усилились в XIV веке, когда многие феодалы стали только номинально подчиняться центральному правительству. В Болгарии род Шишмана управлял Видинской провинцией на западе, а на востоке феодал Балик пытался получить больше независимости от Тырново.
Когда две сильнейших балканских государства столкнулись с внутренними трудностями, сербы воспользовались благоприятной для них возможностью для расширения своего государства. Во время гражданской войны в Византии (1320—1330) им удалось завоевать большинство болгарских городов в Македонии, которые тогда принадлежали византийцами. В 1330 году сербы разбили войско болгарского царя Михаила Шишмана в битве у Вельбужа. Сербия стала самым сильным государством на Балканах. В 1346 году сербский правитель Стефан Душан короновался как царь с благословения Ивана Александра. Однако, после его смерти в 1355 году Сербия распалась на несколько независимых государств. В то же время в Болгарии Иван Александр в 1356 году выделил для правления своему сыну Ивану Срацимиру земли вокруг Видина, а в Добрудже в это время началось правление деспота Добротицы, который лишь номинально подчинялся болгарскому царю. В 1341—1347 годах Византийская империя вновь погрузилась в гражданскую войну между сторонниками малолетнего императора Иоанна V Палеолога и сторонниками его регента Иоанна Кантакузина. К середине XIV века на Балканах было десяток мелких государств непрерывно воюющих или плетущих заговоры против друг друга, но не было не одной сильной страны с мощной армией.
Кроме православных стран, таких как Болгария, Византия и Сербия, на западе и юге Балкан существовал ряд владений католических Венеции, Генуи и Королевства Венгрии, а также Королевство Боснии, боснийскую церковь которой (тесно связанную с богомилами), и православные и католики рассматривали как еретическую. Религиозное разнообразие было ещё одной причиной для постоянной напряженности в регионе.

## Военные действия во время царствования Ивана Александра
Во время гражданской войны в Византии как сторонники Палеолога так и Кантакузина пытались найти внешних союзников и использовать иностранных наемников. Болгарский царь поддерживал Палеолога, укрепившегося в Константинополе. Иоанн Кантакузин, с другой стороны регулярно привлекал турецких наемников из Малой Азии бандитские набеги которых вскоре стали обычным делом во Фракии. Несмотря на то, что османы считались союзниками, византийцы не могли полностью контролировать их и они начали регулярно устраивать набеги на болгарские земли.
В 1344 году независимый болгарский правитель Родопы и Эгейской области Момчил, чья армия составляла около 2000 человек, сыграл важную роль в византийской гражданской войне. Сначала он поддерживал Иоанна Кантакузина, но с весны 1344 года он отказался от его поддержки из-за зверств других союзников Контакузина — османцев. В июне 1344 года он разбил турецкий флот в бухте Портогалос (у Абдеры). Отпраленные им ночью лодки сожгли корабли противника, стоявшие на якоре. Вскоре после этого он победил армию Кантакузина у Месинопола (Комотини). В мае 1345 года турки во главе с эмиром Айдына Умуром пришли из Малой Азии на Балканский полуостров и совершили разрушительный налет на болгарскую территорию, захватив множество людей и скота. Вскоре после этого, 7 июля 1345 года войска Момчила потерпели поражение недалеко от своей столицы (Ксанти) в битве у Перитора с превосходящими силами османов под командованием Умура. Момчил погиб в бою. Иоанн Кантакузин включает область Меропа в свои владения. Умур возвращается в Малую Азию в связи с нависшей венецианской угрозой Измиру.
Во время гражданской войны в Византийской империи Иван Александр восстановил контроль над несколькими городами Фракии и Родопы, но его частые вмешательства во внутренние дела Византии препятствовали более тесному сотрудничеству между двумя странами, несмотря на относительно мирный характер их отношений с 1332 года.
В 1349 году турецкое войско (20000 турецких всадников под руководством Сулеймана — старшего брата Мурада I) вторгается в Болгарию. Жестокая битва у Софии между ними и болгарскими войсками под руководством князя Ивана Асена приводит к многочисленным потерями с обеих сторон. Болгарам удалось отразить нападение турок, но в битве смертью храбрых погиб Иван Асен.
В 1351 году в Тырново прибывает византийское посольство с предложением союза против турок. Царь Иван-Александр имеет основания подозревать, что грабительские набеги турок есть результат содействия Иоанна Кантакузина. Обвиненный, что содействует набегам своих союзников из-за невозможности выплатить им суммы предусмотренные договоренностями, Иоанн Кантакузин не только не пытается оправдаться, но и требует создания балканской коалиции против османов. Византийские послы предложили болгарским правителем в будущем союзе против османов, выделение средств на создание флота, который закроет туркам путь во Фракию. Царь Иван-Александр принимает идею, но позже не выполняет своего обещания из-за недоверия к предложению Кантакузина и, возможно, под влиянием Стефана Душана.
Летом 1352 года происходит сражение у крепости Димотика между снова воюющими войсками Иоанна Кантакузина и Иоанна V Палеолога. На стороне Иоанна V Палеолога участвуют сербские и болгарские отряды, а на стороне Иоанна Кантакузина османские дружины Сулеймана, которые и решили исход сражения в свою пользу. После этого турецкие отряды вновь вторглись в Болгарию, опустошили её южные районы и вернулись с огромной добычей. Больше всего пострадали Айтос, Ямбол и Пловдив.
Осенью того же года направленные от Иоанна Кантакузина в поддержку своего сына Матфея османские войска под предводительством Сулеймана занимают крепость Цимпе на полуострове Галлиполи (европейский берег Дарданелл) — начинается османское завоевание Балкан. По словам самого Кантакузина он предложил туркам выкуп 10000 перперов, который они не приняли, потому что крепость позволяла им беспрепятственную переправу войск от берегов Малой Азии на Балканы.
Между 1352 и 1354 годами они опустошили земли вокруг Ямбола и Пловдива, а также низовья рек Марица и Тунджа.
2 марта 1354 года турки захватывают большую прибрежную крепость Галлиполи, охраняющую самую узкую часть пролива, который отделяет Азию и Европу. Сильное землетрясение заставило жителей и охрану крепости выйти за пределы крепостных стен. Сулейман и его отряд, который оказался поблизости, вошли в крепость и отказались вернуть её византийцам. Контроль над Дарданеллами оказывается в руках Османской империи. Наличие постоянной базы постепенно превращает османские набеги за добычей в войну за контроль над Балканским полуостровом.
В 1355 году турки начали наступление в направлении Софии и встретились с болгарской армией под командованием сына Ивана Александра и наследника Михаила Асена в непосредственной близости от города, около Ихтимана. В состоявшимся бою турки победили. Обе стороны понесли тяжелые потери в том погиб и молодой Михаил Асен, но, турки, в конечном итоге не достигли Софии.

## Неосуществленный союз
Поражение вызвало серьёзную тревогу не только в Тырново, но и в Константинополе, где Иоанн Кантакузин в это время отрёкся от престола. Столкнувшись с серьёзной угрозой, Болгария и Византия сделали попытку к сближению. В 1355 году дочь болгарского царя, Кераца-Мария вышла замуж за Андроника Палеолога, сына византийского императора Иоанна V. Новые отношения между династиями Тырново и Константинополя должны были сплотить страны против захватчиков, но, несмотря на ожидания, соглашение не достигло результата. В этот период Болгария и Византия всё ещё представляют собой основные политические силы на полуострове и являются единственными странами, способными противостоять османам. После смерти Стефана Душана 20 декабря 1355 года Сербия потеряла своё политическое влияние и разделилась на несколько государств.
В 1356 году — Иван Шишман (один из сыновей Иван-Александра) коронуется в Тырново как соправитель своего отца. Правителем Видинского царства становится Иван Срацимир (другой сын Иван-Александра). С этого момента Видинское царство, фактически, независимое государство.
Между 1354 и 1364 годами турки стали хозяевами Фракии и ряд крупных крепостей и городов пали под их атаками, включая Пловдив и Стара-Загору. К 1360 году некоторые из набегов османов достигают окрестностей Константинополя и император принимает меры предосторожности, включая ремонт старых стен города.
Как известно из записей османского историка Саад-эд-дина и других хроник, набеги османов между 1359 и 1364 годами сопровождаются огромными разрушениями и полным обезлюдиванием в некоторых областях. Многие города (Пловдив, Стара Загора, Сливен) были опустошены, а другие, такие как Венеца и Сотирград исчезли навсегда. Набеги сопровождались убийством большого числа жителей или депортацией населения в Малую Азию.
В 1360—1372 годах Мурад I завоевывает большую часть Фракии и крупные города (Адрианополь (1362) Димотика, Пловдив (1364), Боруй (1372) и т. д.). Мурад I переводит османскую столицу из Бурсы в Адрианополь.
Мало того, что полностью отсутствовало взаимодействие между двумя государствами, но они ещё и поссорились из-за черноморских портов. В 1364 году произошла последняя болгаро-византийская война за прибрежные города. Император Иоанн V Палеолог неожиданно захватил Анхиал (Поморие) и осадил Месемврию (Несебыр). Болгарский царь послал против него войска, в состав которых входили и османские наемники. Византийцы были вынуждены отступить. Междоусобица ничего не принесла обеим сторонам, но полностью разрушила отношения между ними.

## Последние годы правления Иван-Александра
Помимо угрозы с юга, у Болгарии возникли и другие проблемы: 2 июня 1365 года венгерский король Людовик I вторгся в северо-западную Болгарию и захватил важную крепость Видин, а также взял в плен одного из сыновей царя Ивана Срацимира, который вместе со своей семьей был заключен в тюрьму в крепости Хумник (Босилево, Хорватия) в качестве пленников, где он принял католичество. Видинское царство было ликвидировано, а на его землях был образован венгерский банат. С помощью монахов-францисканцев венгры начали обращать болгар в римско-католическую веру. Это насилие становится личной драмой для 200 000 болгар, то есть около одной трети жителей Видинского царства. В тщетных попытках отвоевать Видин Иван Александр даже использовал османских наемников.
В 1366 году император Иоанн V Палеолог отправляется в Будапешт, чтобы договориться с Лайошом I о союзе, но не имеет успеха, так как отказывается от предложения венгерского монарха перейти в католичество. На обратном пути царь Иван-Александр отказывается пропустить его через болгарские земли (захватывает в плен — ???). В конфликт вмешивается двоюродный брат византийского императора Амадей VI Савойский. Со своим флотом и с небольшой армией из 1500—1800 человек он вначале отбил у османов полуостров Галлиополи, а затем высаживается на болгарском побережье и захватывает Ахтопол, Созопол, Скифиду, Анхиалу и Месембрию и 25 октября осаждает Варну. После продолжительной осады граф начинает переговоры с царём Иван-Александром и деспотом Добротицей и захватывает ещё две крепости — Емона и Козяк. В результате переговоров занятые города переходят от Болгарии под управление сына византийского императора Андроника Палеолога, Иоанн V Палеолог получает право вернуться в Константинополь, беря обязательства быть посредником между болгарским царём и валашским воеводой Владиславом (Влайку). Так, он уговорил валашского воеводу за 180 000 флоринов от болгарского царя освободить Видин от венгров. В 1367 году турки возвращают себе Галлиополи.
Осенью 1369 года благодаря усилиям Владислава (Влайку) и добрудженского воеводы Добротицы венгерский король отступает из Видина, освобождает город и выпускает Ивана Срацимира. Однако, Видинское царство становится вассалом Венгрии. За услуги в освобождении Видинского царства Иван-Александр передаёт Добротице три прибрежных города, в том числе и Варну. Добруджанское княжество становится полностью независимым от Тырновского царства. Освобождение Видина — последний успех Иоанн-Александра — 17 февраля 1371 года он умер. После смерти Ивана Александра окончательно закрепляется раздел болгарских земель на несколько независимых государств. Большая часть земель с центром в Тырново достались его сыну Ивану Шишману, Видин с окружающими землями его другому сыну Ивану Срацимиру, деспот Добротица правил Добруджей, а Македония была разделена на несколько феодальных государств, которыми управляли сербские дворяне. В том же году Иван Срацимир отбирает у своего брата и удерживает до 1373 года Софию. В это время он подчиняет её церковь Константинопольскому патриарху, а не Тырновской патриархии. Добротица в Добруджанском княжестве делает то же самое. В это же время Добратица находился в конфликте с Генуей и вовлечен во внутренние дела Трапезундской империи, где он пытался поставить на престол своего сына.

## Битва при Черномене и её последствия
В 1371 году два феодала из Македонии организовали поход против турок. Прилепский правитель Вукашин и его брат деспот города Серра Углеша собрали большое войско, чтобы остановить османов. Углеша, чьи земли граничили с османами на востоке понял, что если они не остановят захватчиков, то скоро те завоюют весь регион и призвал на помощь брата и других балканских правителей. Армия двух братьев насчитывала 70 тысяч (по другим данным 20 тысяч) воинов. Она взяла курс на восток, чтобы достичь османской столицы — Эдирне. Когда они добрались до деревни Черномен в нижнем течении реки Марица ночью 26 сентября на их лагерь напали значительно меньшие силы противника под командованием Лала Шахин-Паши и союзники были разгромлены. Вукашин и Углеша вместе с большей частью армии погибли.
Сразу же после битвы армия Мурада направилась в Болгарию, вынудила молодого царя Ивана Шишмана отступить обратно, на север от Балканских гор и опустошила северную Фракию. Многие крепости пали после длительной осады. Город Ямбол сопротивлялся против орд под командованием Тимурташа в течение нескольких месяцев, но после начавшегося голода был вынужден сдаться. Во время боев на южном склоне Балканских гор погиб Шишкин, один из воевод Ивана Шишмана. Вскоре турки захватили Родопы, Костенец, Ихтиман и Самоков, почти достигнув Софии. После осады они захватили Битолу в юго-западных болгарских землях. В 1373 году Иван Шишман начал переговоры о мире. Мирный договор был унизительным: болгарский царь становился вассалом османов и вынужден был отдать свою сестру Тамару Керу в жены султана Мурата. В качестве компенсации, турки вернули некоторые из завоеванных областей, включая Ихтиман и Самоков. К 1373 году османы владели всей Фракии и захватили земли Углеши в Западной Македонии. Сын Вукашина Марко и Иван Шишман стали их вассалами.

## Падение Родопы
В то же время (1371—1373) османы взяли под свой контроль Родопы, горы усыпанные сильными и хорошо охраняемыми крепостями. Турки нападали с северного склона гор. После ожесточенного сопротивления пала крепость Раковица (ныне в руинах). Она была осаждена силами Дауд—паши, а оборонялась под руководством воеводы Курта. После безуспешных попыток захватить крепость силой турки согласились на переговоры и болгары сдались, но сохранили свои жизни. Османы вели кровопролитные бои, чтобы взять одну из основных крепостей Родопы — Цепину. Девять месяцев население отражало атаки противника, но в конце концов сдалось в обмен на обещание сохранить их жизни и имущество после того, как турками под командованием Дауд Паша был перекрыт водопровод Таким же образом была взята Станимака (Асеновград). После долгой осады пала крепость Баткин на северных склонах Родопских гор. Её командир Георгий погиб во время последнего штурма.
Османы столкнулись с упорным сопротивлением в глубине Родопских гор. В центральные районы вторглись две армии под командованием Джедит-паши и Ибрагим-паши. Джедит-паша продвигался на дороге Станимака (Асеновград) — Бачковский монастырь вдоль долины реки Чепеларска, а Ибрагим-паша отправился из Пловдива через Первенец, а затем через долину реки Выча.
Битвы происходили у Зареницы, Заграда, Градище, Чилтепе и Каракуласа (расположенных вдоль долины Вычи), Имаретдере и Момина вода (высотах близь Ардино) и других местах. Особенно ожесточенной была битва у Моминых Вод, где был убит один из видных османских военачальников Сара-Баба. Кровопролитная битва произошла также в Каракуласе где погиб другой османской военачальник — Айхан-Баба.

## Падение Софии
После временного затишья с 1373 до 1380 года турки снова начали военные действия. С большим войском султан Мурад направился в юго-западные области Тырновского царства с целью захватить Софию. После кровопролитных столкновений в долине реки Златица турки подошли к Софии и осадили её. Защитники, которыми командовал бан Янук храбро сражались и отбили все атаки превосходящих сил османов под командованием Лала Шахин. Турки не смогли продолжить осаду и были вынуждены отступить к Эдирне, где сообщили султану о своём провале. Однако туркам всё же удалось проникнуть в Софию, где один мусульманин-болгарин захватил бана Янука во время охоты и привёз его к Лала Шахин, который был в это время в Пловдиве. Оттуда болгарский военачальник был отправлен обратно в Софию и когда защитники города увидел что захватили их руководителя они сдали город врагу (1382 год) .
Османы поставили в Софии сильный гарнизон и привезли мусульманских переселенцев из Малой Азии. На следующий год пал Серре. Новые успехи османов не объединили Ивана Шишмана и Ивана Срацимира. В 1384 — 1386 годах шла война между Болгарией и Валахией. Валахи захватили несколько населённых пунктов вдоль Дуная, но позднее были разбиты, а их воевода Дан был убит. Иван Срацимир принял участие в войне в качестве союзника валахов, тем самым доказав полное отсутствие взаимодействия между болгарскими государствами и углубил недоверие между двумя братьями.
После занятия Софии, турки продолжали своё движение на северо-запад. Основная цель Мурада была разорвать связи между Болгарией и Сербией, поскольку, несмотря на то, что Иван Шишман был его вассалом, Мурад не доверял ему и знал, что болгарский царь ждёт только подходящей возможности, чтобы изменить ему. В 1386 году турки захватили Пирот и Ниш, где после ожесточенных боев убили и поработили множество болгар.

## Поход 1388 года
Продвижение османов в центральной части Балканского полуострова вызвало серьёзное беспокойство не только у Ивана Шишмана, но и в Сербии и Боснии. Сербский князь Лазарь и боснийский король Твртко организовали антиосманскую коалицию и тырновский царь хоть и присоединился к ним, но не смог оказать существенную помощь. В 1387 году объединённые силы сербов и боснийцев победили турок в битве при Плочнике.
В 1388 году с целью наказать Ивана Шишмана за союз с сербами и боснийцами 30 000 армия под командованием Али-паши пререшла на востоке Балканские горы и нанесла удар глубоко в Северной Болгарии. Болгары были полностью не готовы и турки захватили Oвечь, Шумен, Свиштов, Мадару и другие города. В связи с неожиданностью нападения первые попавшие под удар города и крепости были не в состоянии организовать надлежащую оборону, но после первоначального шока болгары смогли укрепиться. Когда армия Али-паши осадила Варну, защитники упорно сопротивлялись и турки были вынуждены отказаться от осады и уйти на север.
В Тутракане жители позволили туркам установить небольшой гарнизон, но затем убили турецких солдат и подготовились к осаде. Али-паша сжёг окрестные поля, и вскоре голодающий город был вынужден сдаться. После этого успеха османы продвинулись на запад в направлении Никопола, одной из сильнейших болгарских крепостей вдоль Дуная. Оборону крепости организовал Иван Шишман, который находился в городе. Хотя у турок было почти 30 000 воинов они не могли взять Никополь и Али-паша был вынужден ждать подкрепления от Мурада. По хронике Саад-эд-дина султан подошёл к Никополю с огромной армией, увидев которую Иван Шишман стал искал перемирия. Мурад согласился и болгары сохранили Никополь, но вынуждены были уступить другую ключевую дунайскую крепость, Силистру. Однако, когда Али-паша достиг Силистры, болгары отказались сдать город. Мурад осадил Никополь во второй раз и на этот раз Иван Шишман согласился на османские условий и в Силистре был установлен турецкий гарнизон.
В результате похода турки захватили большую часть Восточной Болгарии, включая несколько ключевых городов. Теперь под властью Ивана Шишмана остались только земли к западу от столицы Тырново и несколько крепостей на Дунае. На востоке болгары сохранили Варну и столицу добруджского княжества, Калиакру. Валашский воевода Мирчо Старый и добруджский деспот Иванко становятся османскими вассалами. Иван Срацимир также вместо венгерского вассала становится османским вассалом. Иван Шишман сохраняет под своей властью только столицу Тырново с окрестностями, Никополь и несколько дунайских крепостей. Добруджское княжество сохранило лишь часть земель со столицей Калиакрой и крепость Варну. В том же году турки убивают Ивана Асена V.
В 1393 году Иван Шишман начал переговоры с венгерским королём Сигизмундом о союзе против турок. Узнав об этом османское войско вторгается в Болгарию. 17 июля пало Тырново — столица главного болгарского царства — Тырновского. Часть тырновских жителей была убита, часть переселена в Малую Азию; патриарх Евфимий был заточён в Бачковский монастырь. Никопольская крепость, в которой находился царь Иван Шишман также была захвачена, сам он был пленён, лишён царского титула, но оставлен править в Никополе. Этот год традиционно считается концом Тырновского царства.
В 1395 году османы ликвидируют Добруджанское княжество и разбивают войска Иоанна Шишмана в битве у Самокова. Ивана Шишмана убивают по приказу султана.
В 1396 году пал Видин, столица меньшего Болгарского царства, Иван Срацимир был взят в плен и задушен в тюрьме в городе Бурса. Этот год традиционно считается годом падения Видинского царства.
25 сентября 1396 года состоялась битва при Никополе, завершившая собой крестовый поход против османов. Объединённые войска Франции, Англии, Шотландии, Венгрии, Священной Римской империи, Польши, Швейцарии, Венеции, Генуи, Валахии, Болгарии и Ордена рыцарей Святого Иоанна потерпели сокрушительное поражение. Это был последний удар по Второму Болгарскому царству и европейским надеждам защитить от турок Константинополь.

## Вассальная зависимость
В 1402 году в битве при Ангоре войска Тимура разгромили турок и захватили в плен османского султана Баязида I. Тяжелое поражение турок привело к распаду Османской империи, но балканские страны не в состоянии воспользоваться возможностью, чтобы освободиться от османского владычества.
В 1404 году — войска антитурецкой коалиции под командованием венгерского короля Сигизмунда вторгаются в видинскую область. В составе войска находится Константин, сын Ивана Срацимира.
В 1408 году видинский правитель Константин II Асен помогает Фружин Шишману в попытке отвоевать Тырново от османцев — так называемое Восстание Константина и Фружина. Восстание подавляет Сулейман Челоби.
В 1411 году турки подчиняют себе всю Добруджу.
В 1413 году во время войны братьев Сулеймана и Мусы Челоби боевые действия проходят в окрестностях Видина. Зверства войск Мусы, прозванного головорезом, вынуждают болгар поддержать его брата, Сулеймана, в результате чего Муса разгромлен. Султан Мехмед I заключает мирный договор с Константином II и другими христианскими балканскими правителями.
В 1417 году подавлено восстание шейха Бедреддина Симави в северо-восточной Болгарии.
Весной 1422 года состоялся поход Фируз—бея в Валахию. Константин II Асен окончательно изгнан и умер 17 сентября в Белграде. Конец Видинского царства.

## Значение
В результате болгаро—османских войн Болгарское государство утратило свою государственность, его земли были включены в состав Османской Империи.